# 대한민국 형사소송법 제308조의2
대한민국 형사소송법제308조의2는 위법수집증거의 배제에 대한 형사소송법의 조문이다. 2007년 6월 1일에 신설되었으며 대한민국 헌법 제12조에서 규정한 적법절차와 영장주의 원칙을 구체화하였다.

## 조문
제308조의2(위법수집증거의 배제) 적법한 절차에 따르지 아니하고 수집한 증거는 증거로 할 수 없다.

## 판례
- 압수물의 사진 및 압수조서가 위법한 수색에 의한 압수물을 직접 이용해서 촬영되거나 작성된 경우 그 형태 등에 관한 증거가치에는 변함이 없다고 하더라도 그 증거가치는 부정된다[1]

## 참고 문헌
- 손동권 신이철, 새로운 형사소송법(초판, 2013), 세창, 2013. ISBN 9788984114081
- 이수진. (2014). 형사소송법 제308조의 2의 재해석. 형사법연구, 26(3), 205-228.
- 이재학. (2016). 형소법 제308조의2에 대한 형소법 제309조의 지위 및 지향점에 관한 고찰 - 형소법 제309조의 시원적 원칙의 관점에서의 검토 -. 형사법연구, 28(4), 221-251.
- 김혁돈. (2016). 형사소송법 제309조의 해석에 있어 제308조의2와 제317조의 관계. 형사소송 이론과 실무, 8(1), 59-82.
- 하태영. (2007). 개정 형사소송법 제308조의2 위법수집증거배제법칙의 법적 의미와 적용범위. 형사법연구, 19(4), 0-0.
- 이석배. (2012). 적법절차에 따라 수집한 증거사용의 한계－형사소송법 제308조의2 새로운 도그마틱－. 법학논총, 36(2), 387-417.
- 하태인. (2014). 형사소송법 제308조의2(위법수집증거배제법칙)의 해석. 형사정책연구, 25(4), 283-304.

## 같이 보기
- 위법수집증거배제법칙